# Корнильево
Корнильево — местечко в Грязовецком районе Вологодской области.
Входит в состав Ростиловского муниципального образования, с точки зрения административно-территориального деления — в Ростиловский сельсовет.
Расстояние по автодороге до районного центра Грязовца — 4,5 км, до центра муниципального образования Ростилово — 3 км. Ближайшие населённые пункты — Горка, Корнильевская Слобода, Талица, Льнозавода.
По переписи 2002 года население — 99 человек (44 мужчины, 55 женщин). Преобладающая национальность — русские (99 %).